# أوسكار دياز
أوسكار دياز (بالإسبانية: Óscar Díaz Asprilla)‏ هو لاعب كرة قدم كولومبي، ولد في 8 يونيو 1972 في Riofrío, Valle del Cauca ‏ في كولومبيا. شارك مع منتخب كولومبيا لكرة القدم. أما مع النوادي، فقد لعب مع أونس كالداس وديبورتيس كوينديو وديبورتيفو بيريرا وديبورتيفو كالي وسوسيداد ديبورتيفو كيتو ونادي ميلوناريوس.

## وصلات خارجية
- أوسكار دياز على موقع الاتحاد الدولي (مؤرشف)  (الإنجليزية)
- أوسكار دياز على موقع قاعدة بيانات كرة القدم.إي يو (الإنجليزية)
- أوسكار دياز على موقع ناشيونال فوتبول تيمز (الإنجليزية)
- أوسكار دياز على موقع Soccerway.com (الإنجليزية)